# Амонс, Иван Харитонович
Иван (Ян) Харитонович Амонс (пол. Jan Amons; 29 июня 1918, Скаржице, Польша — после 1990, Украина) — польский военный прокурор, подполковник Народного войска польского.

## Биография
Родители — Харитон (Иларий) Амонс и Анна Томаш. Учился в школе в Скаржице в 1926—1933 годах, в 1934 году окончил двухлетние учительские курсы в Киеве, в 1939 году — однолетний курс сотрудников милиции в Хабаровске. Сотрудник правоохранительных органов СССР с 1935 года. В 1942—1944 годах воевал на фронтах Великой Отечественной войны как член трибунала 22-го гвардейского стрелкового корпуса. В 1943 году воевал под Витебском.
10 июня 1944 года направлен в Народное войско польское на должность начальника Люблинской районной военной прокуратуры. С июня по сентябрь 1944 года был следователем прокуратуры 1-й армии Войска польского, произведён 18 августа в лейтенанты. С 28 сентября 1944 по 12 марта 1945 года прокурор 2-й пехотной дивизии (произведён в капитаны 15 января). С 9 июля 1945 года по 5 июля 1946 года был вице-прокурором в Корпусе внутренней безопасности (произведён 4 декабря 1945 года в майоры). С 5 июля 1946 года по 10 июня 1948 года снова на работе в Люблинской районной военной прокуратуре, с 19 июня 1948 года по 10 июня 1958 года сотрудник Гданьской районной военной прокуратуры (произведён в подполковники 10 июля 1948 года), с 11 августа 1950 года по 29 декабря 1954 года прокурор ВВС Польши. Отмечен рядом польских и советских наград.
1 октября 1954 года Амонс был де-факто уволен и выехал в СССР, где работал сотрудником правоохранительных органов в областях Сибири, в 1960-е годы переехал на Украину. Умер в 1990-е годы. Его сын Андрей Амонс позже был генеральным прокурором Украины, занимался расследованием «Катыньского дела» и репрессий в отношении поляков в 1930-е годы; в 2002 году из рук Бронислава Коморовского принял офицерский крест Ордена Заслуги.

## Прокурорская деятельность
Сотрудниками Института национальной памяти Амонс расценивается как ответственный за репрессии в послевоенной Польше против офицеров армии межвоенной Польши, воевавших против гитлеровцев. В частности, Амонса обвиняют в вынесении смертных приговоров в отношении полковников Юзефа Юнграва, Бернарда Адамецкого, Аугуста Менчака и Шчепана Сцибиора, а также подполковников Станислава Миховского и Владислава Минаковского (все позже реабилитированы). Среди других дел, которые вёл Ян Амонс, были:
- дело 20 членов группы «Сирена» Армии Крайовой (рассматривал Гданьский районный военный суд)
- дело независимой организации «Люби риск» (рассматривал Гданьский районный военный суд)
- дело пяти членов организации «Мстители», осуждённых 10 ноября 1949 года в Гданьске
- дело Людвика Каминьского и Александра Курчевского (рассматривал Гданьский районный военный суд)
- дело Антония Вышоватого, обвинявшегося в покушении на Владислава Гомулку. 23 февраля 1946 года был вынесен смертный приговор, Вышоватый расстрелян в 8:00 утра в окрестностях Варшавы, тело не было найдено.
- дела в отношении членов организации «Свобода и Независимость» (Михал Подгорский, Ян Прухняк, Эдмунд Васкинель)[2]

Несмотря на то, что значительная часть осуждённых по этим делам после 1956 года была реабилитирована, против Амонса в ПНР уголовные дела так и не завели.